# Casa Pijuan
Casa Pijuan és un habitatge de grans dimensions a l'entrada del nucli del Canós catalogat a l'Inventari del Patrimoni Arquitectònic de Catalunya.
Està realitzat amb pedra i obra, i arrebossat. Format per tres plantes, golfes i una petita llanterna situada per damunt de la teulada, que presenta coberta a quatre aigües. A la planta baixa hi ha la porta principal amb arc de mig punt amb una cornisa que ressegueix la porta completament, i dues portes de majors dimensions a banda i banda. A la primera planta es pot observar com el cos central sobresurt als laterals, format per una tribuna central de cinc cares i balconades a ambdós costats. La segona planta presenta tres obertures, dues finestres laterals i una porta balconera amb balustrada, per damunt de la qual trobem les golfes amb unes petites obertures rectangulars. Adossat a la dreta de la façana hi trobem un altre cos, que forma part del mateix habitatge, format per planta baixa amb obertures en forma de finestres, primer pis, amb una sèrie de portes balconeres i balustrada i finalment les golfes.